# Bourdon (orgue)
Pour les articles homonymes, voir Bourdon.

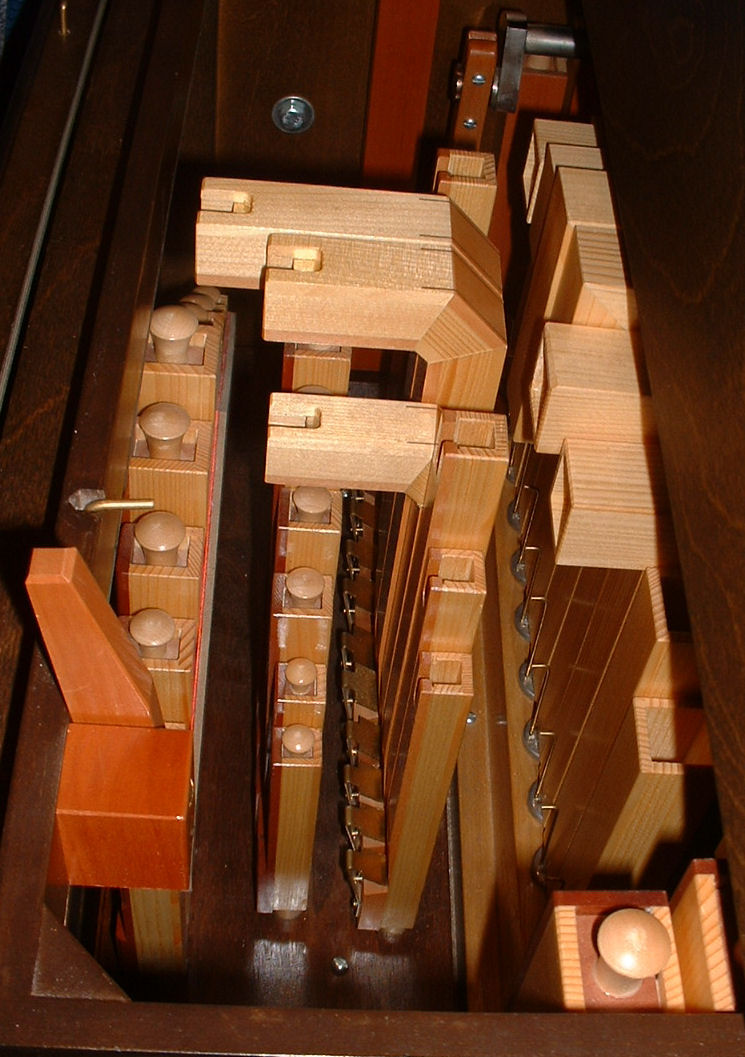
Tuyaux de bourdon; les plus longs sont coudés pour gagner de la place

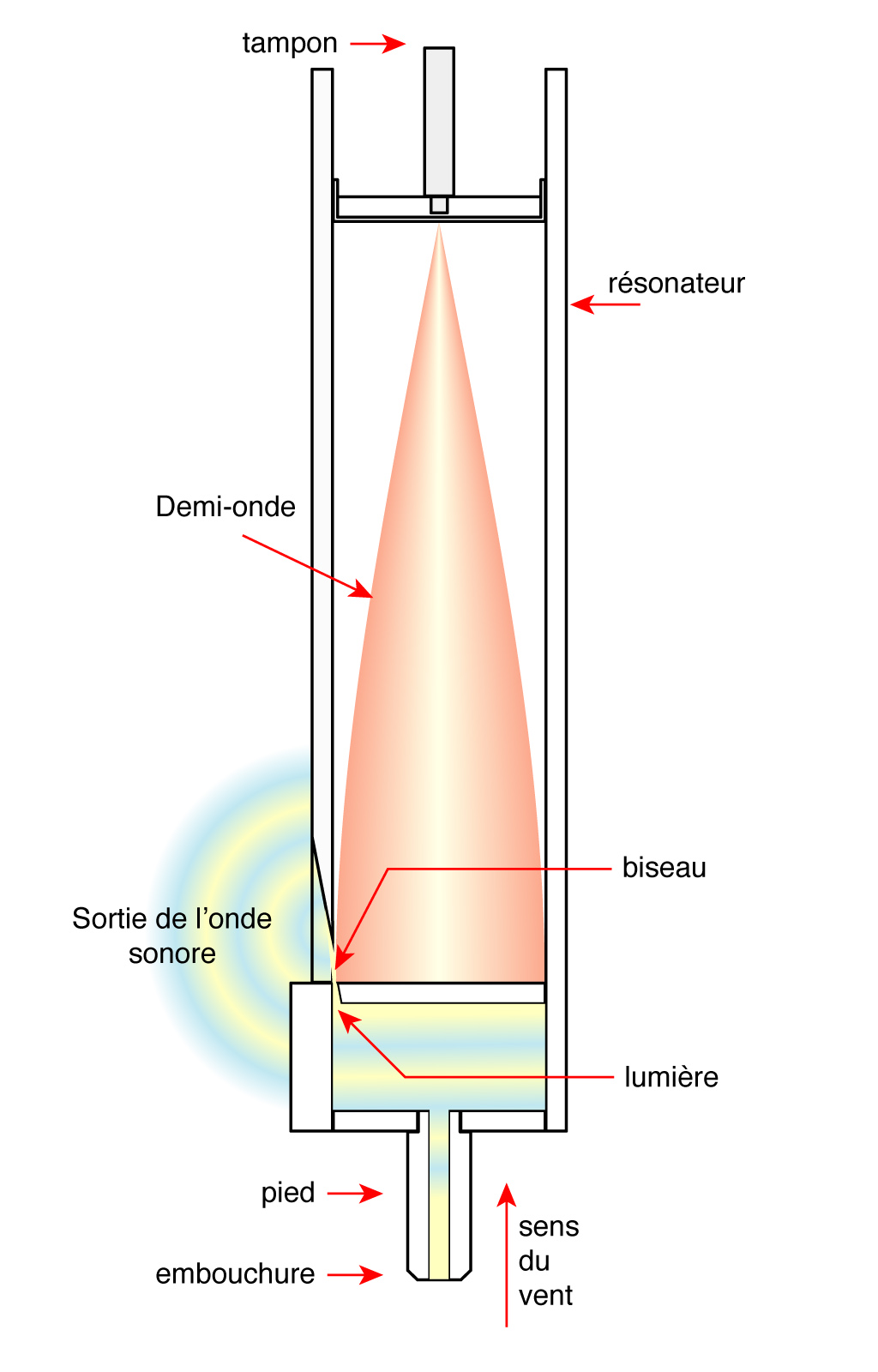
Formation de l'onde sonore dans un tuyau de bourdon

Le Bourdon désigne un jeu d'orgue appartenant à la famille des jeux de fond.
Il s'agit d'un jeu à bouche dont les tuyaux peuvent être construits en bois ou en étain. Sa particularité est d'être bouché à l'extrémité, c'est pourquoi on l'appelle parfois flûte bouchée. Les tuyaux bouchés parlent toujours une octave plus bas que ceux qui sont ouverts et de même longueur, ce qui permet au facteur d'orgue de faire des économies de place et de matériau pour donner à l'orgue des jeux graves.
Les Bourdons sont représentés le plus communément en 8 pieds et en 16 pieds, plus rarement en 32 pieds (donnant alors les notes les plus graves de l'orgue). Les bourdons de 32' et de 16' sont presque toujours construits en bois. Les bourdons de 8' peuvent être en bois ou en étain. Parfois un même jeu de bourdon 8' peut être construit en différentes matières en fonction de la hauteur de la note: les basses en bois et les dessus en métal.
La famille des bourdons comprend également le bourdon à cheminée qui désigne un bourdon dont le bouchon est percé d'un orifice par lequel sort un petit tuyau (la cheminée). Cette cheminée, de taille et de longueur variable selon les organiers et l'effet recherché, permet d'éclaircir la sonorité du bourdon en l'enrichissant de quelques harmoniques. On l'appelle parfois aussi flûte à cheminée bien que ce jeu n'appartienne pas à la famille des flûtes.
C'est un jeu incontournable qui existe dans la majorité des orgues, quelle que soit leur taille. Même dans le cas d'un orgue d'étude qui n'est souvent pourvu que d'un seul jeu, il s'agit toujours d'un bourdon. Il représente, avec les principaux, un jeu fondamental. Raison pour laquelle on dit qu'il fait partie de la famille des jeux de fonds.
Quand le bourdon de 16' ou de 32' est placé à la pédale, il peut garder son nom, mais il est souvent appelé Soubasse. On le trouvera également sous les appellations suivantes : Contre-Bourdon, Gros Bourdon, Grand Bourdon, Untersatz, Unterbass, Stopped Diapason, Double Stopped Diapason, Subbass, etc.

## Description
Le tuyau de bourdon en bois a la particularité d'avoir une section carrée puisqu'il est réalisé à partir de quatre planches en bois dur (en général du pin, du cyprès ou du sycomore). Cela influence évidemment sur le timbre et en particulier sur les partiels. La sonorité douce et feutrée du bourdon laisse passer quelques harmoniques qui font un effet de chuintement, plus ou moins prononcé suivant l'harmonisation.
Si le jeu de bourdon a considérablement été adouci dans l'orgue romantique, il est généralement très chantant et très présent dans l'orgue baroque où il était de tradition de le faire chuinter à l'attaque.
Le fait d'obtenir un son une octave plus bas dans un tuyau bouché que la note obtenue avec le même tuyau ouvert est un mécanisme acoustique simple à comprendre : l'onde sonore doit faire un aller retour dans le tuyau, l'obligeant à se replier sur elle-même. L'onde entière est donc deux fois plus longue que le tuyau et par conséquent sa fréquence est deux fois plus basse.

## Dénomination
Le Bourdon se rencontre pratiquement dans tous les orgues du monde, mais il porte des noms différents. Voici les plus usités :
- Allemand : Gedackt, Gedeckt, Bordun, Tonbass, Thunbass, Bordunal, Portunal, Bordunalflöte ;
- Anglais : Subbass, Stopped Diapason, Stopped Flute ;
- Italien : Bordone, Flauto Coperto, Bordoncino, Obtusa ;
- Espagnol : Flauta tapada, Flautado tapado, Octava tapada, Tapada, Tapadillo, Tapado, Borduna, Flautado Violón.